# Animal Mechanicals
Animal Mechanicals (Mecanimais no Brasil e em Portugal) é um desenho animado pre-escolar canadense de animação computadorizada (CGI) criado por Jeff Rosen (o mesmo criador do The Hub Disney Junior Reino Unido e Kids' CBC e da série Poko)
A série foi feita direcionada ao público infantil, e conta as aventuras de uma equipe de animais robôs, com super-poderes que partem em aventuras se ajudarem uns aos outros ao mesmo tempo que vão aprendendo coisas novas.
No Brasil a série começou a ser exibida pela Discovery Kids em canal fechado, e mais tarde passou a ser exibida em vários canais abertos como TV Escola, TV Brasil, TV Aparecida (através do programa infantil Clubti) e TV Cultura (através do Quintal da Cultura). Em Portugal, o desenho é exibido no Canal Panda.
Em 2019, a série foi revivida com o lançamento de novos web-shorts não verbais produzidos pela WildBrain Spark Studios , uma subsidiária da WildBrain que produz conteúdo original para a rede WildBrain Spark.

## Enredo
A série fala de uma equipe formada por cinco animais robôs com super-poderes: Rex (super-força), Sasquatch (elasticidade), Komodo (ferramentas), Mouse (velocidade) e Unicórnio (voo) denominados "mecanimais". Os cinco vivem em uma ilha-base em forma de tigre que fica bem acima de várias outras pequenas ilhas onde vivem outros mecanimais, sempre que um problema ocorre em uma das ilhas vizinhas eles são alertados pelo seu líder: o Corujão para serem mandados até a ilha resolverem o problema.

## Personagens
- Rex - Um tiranossauro verde com o poder da Mecana-Força (português brasileiro) ou Mecana-Forte (português europeu). Ele é visto como o líder dos Mecanimais durante suas missões. Rex é capaz de se transformar numa espécie de trator capaz de puxar e erguer objetos pesados, como um guindaste. Seu único defeito é sua gula, e sua timidez, que sempre complicam as missões em lugares onde haja comida e assombrações. Rex também é um ótimo amigo de Sasquatch, sempre ajudando-o quando este está triste. É nomeado por Unicórnio como 'forte como um tiranossauro de titânio'. Ele é o líder dos Mecanimais quando eles estão em sua jornada para sua missão. Quando ele se transforma, ele se torna um cruzamento entre uma empilhadeira, um trator e uma escavadeira. Sempre pergunta 'O que ela está fazendo?', quando Unicórnio usa seu chifre mágico para tal situação.

- Unicórnio - Uma unicórnio rosa com o poder de Mecana-Voa (português brasileiro) ou Mecana-Vôo (português europeu). Sempre que se transforma, ela ganha um par de asas (fazendo-a se aparentar com um alicórnio), sem contar que é criativa e que possui um chifre mágico com vários poderes. Ela sempre nomeia os poderes de seus colegas com frases. Porém, ela não gosta de missões em que seu grupo deva ajudar seres voadores, por fazê-la se sentir insignificante. Ela pode criar um turbilhão com seu chifre e lançar um raio. Ao voar, suas pernas são dobradas para trás e seus cascos se tornam impulsionadores de foguetes, impulsionando-a pelo ar.

- Sasquatch - Um Pé-grande azul com o poder da Mecana-Estica (português brasileiro) ou Mecana-Elástico (português europeu). Sasquatch é capaz de esticar seus braços e pernas para poder pegar coisas em lugares altos, ou algo parecido. Não é muito inteligente, e quase sempre acaba causando problemas durante as aventuras, por ser desajeitado e sempre levar algum tombo. Sempre que Sasquatch faz algo errado e quebra as regras da missão dita pelo Corujão, Komodo tenta impedi-lo, mas acaba sendo jogado e caindo em cima dele. É nomeado por Unicórnio como um grande macaco de borracha. No episódio 'Ilha do Balão Babuíno', ele revelou ter alergia a peras de ar. No episódio 'Ilha das Mecana Ski Bolas', ele tem ansiedade e medo de altura. Quando Mouse está assustada, ele sempre segura sua mão, até mesmo quando este está assustado ou impaciente. Sempre desobedece aos conselhos do Komodo. Pode-se esticar até um certo tempo, depois pode ser substituído por Unicórnio. Sempre gosta de bater, acha que toda hora é hora de bater, mas bater não resolve nada.

- Komodo - Um dragão de Komodo vermelho com o poder da Mecana-Engenhoca. É capaz de transformar a ponta de sua cauda em qualquer ferramenta que precisar, como um martelo ou uma chave de fenda, sendo estas ferramentas bastante úteis durante as missões. Komodo é um Mecanimal sério, mas também é muito curioso e, muitas vezes, desajeitado. Não gosta de se divertir, e por isso sempre se concentra em sua missão. Também sempre se dá mal com os hábitos desajeitados de Sasquatch, e sempre que este último está prestes a fazer algo errado, Komodo tenta adverti-lo, mas acaba sempre levando a pior, sendo esmagado por ele. É nomeado por Unicórnio como 'é hora da ferramenta'. Frequentemente avisa Sasquatch sobre 'armadilhas'. Age como um especialista em artes marciais. No entanto, isso o envolve trabalhando de volta para a linha do problema, forçando-o a dobrar quase pela metade para ver o que está fazendo. Ele se mostra muito inteligente, muitas vezes descobrindo os pequenos detalhes do problema em questão. Diz 'Pelos meus cálculos, impossível' quando sempre acha algo impossível, mas nada é impossível para os Mecanimais. Depois da explicação da missão que o Corujão dita, sempre diz 'Valeu!'. Komodo diz 'Não!', quando aparece uma ferramenta não precisa na situação, 'Eu sou o Mecanimal para esse serviço!', quando os Mecanimais precisam dele para tal situação, 'Ahá! Uma poderosa Mecana...', quando aparece uma ferramenta precisa na situação.

- Mouse (português brasileiro) ou Roedora (português europeu) - Uma rata amarela com o poder da Mecana-Rápida (português brasileiro) ou Mecana-Veloz (português europeu). Ela é capaz de se transformar numa espécie de moto, e alcançar uma velocidade incrível, sem contar que também possui orelhas enormes, e por isso possui uma super audição. Mouse aparenta ser a mais jovem de seu grupo, e também é a menor do mesmo, o que faz com que possa passar por lugares pequenos em determinadas missões. Às vezes se frustra por seu tamanho, mas sempre encontra uma maneira de ajudar seus amigos durante as missões. É nomeado por Unicórnio como 'rápida como um foguete'. Sua habilidade, que é aumentada deitada, com as patas dianteiras no chão, que também têm rodas, achatando as orelhas ao lado da cabeça e estendendo os canos de escape que ajudam a impulsioná-la para a frente. Seus ouvidos agem como antenas parabólicas para captar sons. Sempre ri antes de Sasquatch se transformar. Ela pode se encaixar em lugares apertados que seus amigos não podem. Quando a Unicórnio está transformada, Maus refere-se a ela como 'A Unicórnio é o máximo!' / 'A Unicórnio é superlegal!' / 'Ela está usando seu chifre mágico para...', e quando as coisas são muito rápidas para os outros Mecanimais, Maus sempre diz: 'Você é rápido/você é rápida, mas eu sou Mecana Rápida'.

- Corujão - Uma coruja macho, líder dos Mecanimais. Aparece somente no começo de cada episódio, mostrando aos Mecanimais suas missões através de seus olhos, que funcionam como uma televisão. Não acompanha os Mecanimais, mas é citado por Komodo quando o Sasquatch está prestes a fazer algo contra as regras da missão ditas pelo Corujão.

## Episódios

### 1ª Temporada
| #  | Título original           | Título no Brasil                        | Mecanimais utilizados              |
| -- | ------------------------- | --------------------------------------- | ---------------------------------- |
| 1  | Turbo Bean Trouble        | A Plantação do Turbo Feijão             | Rex, Sasquatch, Mouse e Unicórnio  |
| 2  | Bunny Boomer Island       | Ilha dos Coelhos                        | Komodo, Unicórnio e Sasquatch      |
| 3  | Cow Castle Hassle         | Uma Vaca Encrencada                     | Sasquatch, Rex e Mouse             |
| 4  | Whale Plane Island        | Ilha do Avião Baleia                    | Rex, Sasquatch, Komodo e Unicórnio |
| 5  | Dino Mountain Island      | Ilha da Dino-montanha                   | Rex e Sasquatch                    |
| 6  | Chickadee Island          | Ilha do Chapim                          | Sasquatch, Mouse e Rex             |
| 7  | Beetle Buggy Island       | Ilha dos Carrinhos Besouro              | Unicórnio, Rex e Mouse             |
| 8  | Pop Apart Penguins        | Os Multi-pinguins                       | Komodo, Rex e Unicórnio            |
| 9  | Jigsaw Shark Puzzle       | O Quebra-cabeça dos Tubarões Cortadores | Sasquatch, Rex e Unicórnio         |
| 10 | Bell Bot Island           | Ilha dos Sinos                          | Komodo, Rex e Unicórnio            |
| 11 | The Elephant Train        | Ilha do Trem Elefante                   | Rex, Sasquatch e Unicórnio         |
| 12 | Mechana Pinball Island    | Bolas em Jogo                           | Rex, Sasquatch e Mouse             |
| 13 | Giraffe Crane Island      | Ilha da Girafa Guindaste                | Komodo, Sasquatch e Rex            |
| 14 | Flting Glitterfish Island | Ilha dos Peixe Brilho Voadores          | Mouse, Komodo e Unicórnio          |
| 15 | Snail's Pace Race         | Ilha dos Mecana Caramujos               | Mouse, Rex e Komodo                |
| 16 | Mechana Bat Island        | Ilha dos Mecana Morcegos                | Komodo, Rex e Unicórnio            |
| 17 | Hippo Hovercraft Island   | Ilha dos Hipo-Hovercrafts               | Mouse, Unicórnio e Komodo          |
| 18 | Balloon Volcano Island    | Ilha do Vulcão de Balões                | Mouse, Unicórnio e Komodo          |
| 19 | Mechana Dragonfly Island  | Ilha da Mecana Libélula                 | Komodo, Rex e Unicórnio            |
| 20 | Mechana Parrot Island     | Ilha do Mecana Papagaio                 | Unicórnio, Komodo e Mouse          |

Total de vezes em que os Mecanimais são utilizados na primeira temporada:
- Rex - 15
- Unicórnio - 14
- Komodo - 12
- Mouse - 10
- Sasquatch - 10

### 2ª Temporada
| #  | Título original                  | Título no Brasil                | Mecanimais utilizados              |
| -- | -------------------------------- | ------------------------------- | ---------------------------------- |
| 21 | Cobra Coaster Island             | Ilha da Cobra Montanha-russa    | Sasquatch, Unicórnio e Mouse       |
| 22 | Pop Out Panda Island             | Ilha dos Pandas-Caixa           | Rex, Unicórnio e Komodo            |
| 23 | Mechana Cuckoo Clock Island      | Ilha do Mecana Relógio Cuco     | Komodo, Unicórnio e Sasquatch      |
| 24 | Trash Masher Island              | Ilha do Esmagador de Lixo       | Unicórnio, Rex e Komodo            |
| 25 | Mechana Dancing Bear Island      | Ilha dos Mecana Ursos Dançantes | Rex, Unicórnio e Komodo            |
| 26 | Puffer Cloud Island              | Ilha das Nuvens Fofas           | Komodo, Sasquatch e Unicórnio      |
| 27 | Baboon Balloon Island            | Ilha do Balão Babuíno           | Rex, Sasquatch e Unicórnio         |
| 28 | Mechana Matchef Island           | A Ilha das Mecanas Uniões       | Unicórnio, Mouse e Sasquatch       |
| 29 | Mechana Skee Ball Island         | Ilha das Mecana Ski-bolas       | Rex, Komodo e Sasquatch            |
| 30 | Chugboat Island                  | Ilha dos Mecana Barquinhos      | Unicórnio, Sasquatch e Rex         |
| 31 | Shimmer Wish Island              | Ilha da Rainha Brilho           | Rex, Komodo e Unicórnio            |
| 32 | Mechana Snow Owl Island          | Ilha da Mecana Coruja da Neve   | Unicórnio, Rex, Komodo e Sasquatch |
| 33 | Mechana Racer Island             | Ilha da Mecana Corrida          | Sasquatch, Komodo e Unicórnio      |
| 34 | Mechana Kanga Bounce Ball Island | Ilha do Mecana Canguru          | Komodo, Rex e Mouse                |
| 35 | Mechana Tulip Island             | Ilha das Mecana Tulipas         | Unicórnio e Komodo                 |
| 36 | Mechana Skate Park Island        | Ilha do Mecana Skate            | Unicórnio, Rex e Mouse             |
| 37 | Robo Ranch Island                | Ilha do Mecana Touro            | Unicórnio, Mouse e Rex             |
| 38 | Mechana Tortoise Island          | Ilha da Mecana Tartaruga        | Komodo, Rex e Sasquatch            |
| 39 | Mechana Jukebox Island           | Ilha do Mecana Jukebox          | Mouse, Sasquatch e Komodo          |
| 40 | Mechana Circus Island            | Ilha do Mecana Circo            | Komodo, Unicórnio e Mouse          |

Total de vezes em que os Mecanimais são utilizados na segunda temporada:
- Rex - 12
- Unicórnio - 16
- Komodo - 14
- Mouse - 7
- Sasquatch - 11

### 3ª Temporada
Obs: No Brasil a 3ª temporada foi transmitida somente no Discovery Kids estando inédita nos demais canal abertos em que o desenho já foi apresentado.
| #  | Título original                      | Título no Brasil                         | Mecanimais utilizados         |
| -- | ------------------------------------ | ---------------------------------------- | ----------------------------- |
| 41 | Mechana Package Pigeon Island        | Ilha dos Mecana Pombos-correio           | Komodo, Mouse e Rex           |
| 42 | Mechana Chicken Springing Island     | Ilha Mecana de Arremesso de Galinhas     | Komodo, Sasquatch e Unicórnio |
| 43 | Mechana Marching Ant Island          | Ilha das Mecanas Formigas                | Mouse, Rex e Sasquatch        |
| 44 | Beardozer Island                     | Ilha dos Ursos Escavadeiras              | Rex, Unicórnio e Sasquatch    |
| 45 | Mechana Buffalo Bus Island           | Ilha do Ônibus Búfalo                    | Sasquatch, Unicórnio e Komodo |
| 46 | Mechana Meteor Island                | Ilha dos Mecana Meteoros                 | Rex, Komodo e Sasquatch       |
| 47 | Mechana Monkey Island                | Ilha dos Mecana Macacos                  | Rex, Unicórnio e Sasquatch    |
| 48 | Mechana Puffin Prize Island          | Ilha do Mecana Papagaio                  | Sasquatch, Mouse e Unicórnio  |
| 49 | Mechana Mole Miner Island            | Ilha das Mecana Toupeiras                | Unicórnio, Mouse e Komodo     |
| 50 | Babble Bot Island                    | Ilha dos Robôs Tagarelas                 | Mouse, Sasquatch e Unicórnio  |
| 51 | Tiger Knight Island                  | Ilha do Tigre Cavalheiro                 | Rex, Komodo e Sasquatch       |
| 52 | Mechana Hawk Rocket Island           | Ilha do Mecana Falcão                    | Sasquatch, Komodo e Mouse     |
| 53 | Mechana Koala Cake Day               | Ilha do Mecana Coala                     | Unicórnio, Sasquatch e Komodo |
| 54 | Mechana Paint Parrot Island          | Ilha do Papagaio Pintor                  | Mouse, Sasquatch e Unicórnio  |
| 55 | Mechana Pegosaurus Island            | Ilha do Pinossauro                       | Rex, Unicórnio e Mouse        |
| 57 | Mechana Spider Sailor Island         | Ilha da Aranha Marinheira                | Rex, Sasquatch e Unicórnio    |
| 58 | Mechana Ski Sheep Island             | Ilha da Ovelha Esquiadora                | Rex, Komodo e Unicórnio       |
| 59 | Mechana Balloonosaurus Island        | Ilha do Balãossauro                      | Rex, Komodo e Unicórnio       |
| 60 | Mechana Race Rabbit Island           | Ilha do Coelho de Corrida                | Sasquatch, Mouse e Unicórnio  |
| 61 | Mechana Copycat Island               | Ilha do Gato Copiador                    | Rex, Komodo e Unicórnio       |
| 62 | Mechana Rhino Ring Toss Island       | Ilha do Jogo de Argolas do Rinoceronte   | Komodo, Mouse e Unicórnio     |
| 63 | Mechana Maple Syrup Squirrel Island  | Ilha dos Esquilos do Xarope de Bordo     | Sasquatch, Mouse e Komodo     |
| 64 | Mechana Turkey Trotter Island        | Ilha dos Perus Trotadores                | Unicórnio, Sasquatch e Mouse  |
| 65 | Mechana Coconut Island               | Ilha do Mecana Coco                      | Komodo, Unicórnio e Rex       |
| 66 | Mechana Firework Firefly Island      | Ilha do Vaga-lume dos Fogos de Artifício | Mouse, Sasquatch e Unicórnio  |
| 67 | Mechana Peeper Island                | Ilha das Mecana Rãs                      | Sasquatch, Rex e Komodo       |
| 68 | Mechana Cable Carp Island            | Ilha da Carpa Teleférico                 | Komodo, Rex e Sasquatch       |
| 69 | Mechana Sandcastle Clams             | Ilha do Molusco do Castelo de Areia      | Rex, Komodo e Sasquatch       |
| 70 | Mechana Toucan Treasure Island       | Ilha do Tucano do Tesouro                | Sasquatch, Komodo e Unicórnio |
| 71 | Mechana Hide and Seek Hamster Island | Ilha do Mecana Hamster Pique-esconde     | Mouse, Komodo e Sasquatch     |
| 72 | Mechana Minigolf Gopher Island       | Ilha do Mecana Esquilo de Minigolfe      | Sasquatch, Komodo e Mouse     |
| 73 | Mechana Origami Owl Island           | Ilha da Mecana Coruja Origami            | Rex, Unicórnio e Komodo       |
| 74 | Mechana Cricket King Island          | Ilha do Mecana Rei Grilo                 | Sasquatch, Komodo e Mouse     |

Total de vezes em que os Mecanimais são utilizados na terceira temporada:
- Rex - 16
- Unicórnio - 21
- Komodo - 23
- Mouse - 16
- Sasquatch - 24

### 4ª Temporada
Obs: a 4ª temporada ainda não existe, é apenas uma ideia para Novos Episódios!
| #  | Título original              | Título no Brasil           | Mecanimais utilizados         |
| -- | ---------------------------- | -------------------------- | ----------------------------- |
| 75 | Mechana Movie Theater Island | Ilha do Mecana Cinema      | Rex, Komodo e Sasquatch       |
| 76 | Mechana Bull Trailer Island  | Ilha do Mecana Boi Trailer | Sasquatch, Mouse e Unicórnio  |
| 77 | Mechana Woodpecker Island    | Ilha do Mecana Pica-pau    | Komodo, Unicórnio e Sasquatch |
| 78 | Alligator Pirate Island      | Ilha do Crocodilo Pirata   | Unicórnio, Sasquatch e Rex    |

Total de vezes em que os Mecanimais seriam utilizados na quarta temporada:
- Rex - 2
- Unicórnio - 3
- Komodo - 2
- Mouse - 1
- Sasquatch - 4

Total de vezes em que os Mecanimais são utilizados em toda a série:
- Rex - 43
- Unicórnio - 51
- Komodo - 49
- Mouse - 33
- Sasquatch - 45

## Dubladores
- Estúdio: AudioCorp, Rio de Janeiro
- Mídia: Televisão (Cultura)/TV Paga (Discovery Kids)
- Direção: Ângela Bonatti

| Personagem | Dubladores        |
| ---------- | ----------------- |
| Rex        | Clécio Souto      |
| Unicórnio  | Ana Paula Martins |
| Komodo     | Charles Emmanuel  |
| Mouse      | Pamella Rodrigues |
| Sasquatch  | Bruno Rocha       |
| Corujão    | Caio César †      |

## Transmissão
Mecanimais foi transmitido no Brasil pela primeira vez no canal por assinatura Discovery Kids em 19 de Janeiro de 2009.